# 아홉 스님
아홉 스님은 한국에서 제작된 윤성준 감독의 2020년 드라마 영화이다. 자승 등이 주연으로 출연하였고 장욱진 등이 제작에 참여하였다.

## 출연

### 주연
- 자승
- 무연
- 진각
- 호산
- 성곡
- 재현
- 심우
- 도림
- 인산

## 제작진
- 구성: 오정요
- 투자총괄: 김형섭
- 프로듀서: 윤성준
- 프로듀서: 이용규
- 제작이사: 윤진영
- 제작지원: 봉은사
- 제작지원: 구정인
- 제작회계: 조우림
- 제작투자: 장욱진
- 공동제작: 박준현
- 행정: 김샛별
- 촬영부: 김태규
- 촬영부: 박권능
- 촬영부: 신경주
- 촬영부: 정현
- 조명: 김해룡
- 조연출: 우승연
- 스크립터: 우승연
- 스크립터: 이주연
- 음악지원: 이성권
- 작사: 메이저리거
- 작사: 오정요
- 작곡: 메이저리거
- 노래: 황가람
- 타이틀디자인: 김성태
- 광고디자인: 김영숙
- 광고디자인: 배종우
- 영상지원: 장영욱
- 영상지원: 윤승헌
- 항공촬영: 유홍재
- 항공촬영: 이성환
- 디지털색보정: 김시현
- 디지털색보정: 우남규
- 자료: 김주영
- 국내배급: 길진영
- 디지털배급 총괄: 이승환
- 디지털배급: 조항수
- 디지털배급: 한동엽
- 디지털배급: 정예린
- 해외관리: 박미화
- 마케팅홍보: 이소라
- 마케팅홍보: 박정희
- 온라인 마케팅: 서유진
- 온라인 마케팅: 남유경
- 온라인 마케팅: 함지혜
- 온라인 마케팅: 김혜인
- 온라인 디자인: 김세린
- 온라인 디자인: 송은비
- 마케팅홍보: 강진권
- 마케팅홍보: 권지은
- 예고편: 정상화
- 예고편: 최용진
- 예고편: 임선진
- 예고편: 김보영
- 예고편: 주하정
- 예고편: 김현준
- 예고편: 최주은
- 예고편: 김초윤
- 인쇄: 박판열
- 효과: 허선우